# Італійська Серія A 1935–1936
Сезон 1935/1936 Серії A — футбольне змагання у найвищому дивізіоні чемпіонату Італії, 7-й турнір з моменту започаткування Серії A. Участь у змаганні брали 16 команд, 2 гірших з яких за результатами сезону полишили елітний дивізіон.
Переможцем сезону став клуб «Болонья», для якого ця перемога у чемпіонаті стала 3-ю в історії.
| Чемпіон Італії 1935/36 |
| ---------------------- |
| «Болонья» 3-й титул    |

## Команди-учасниці

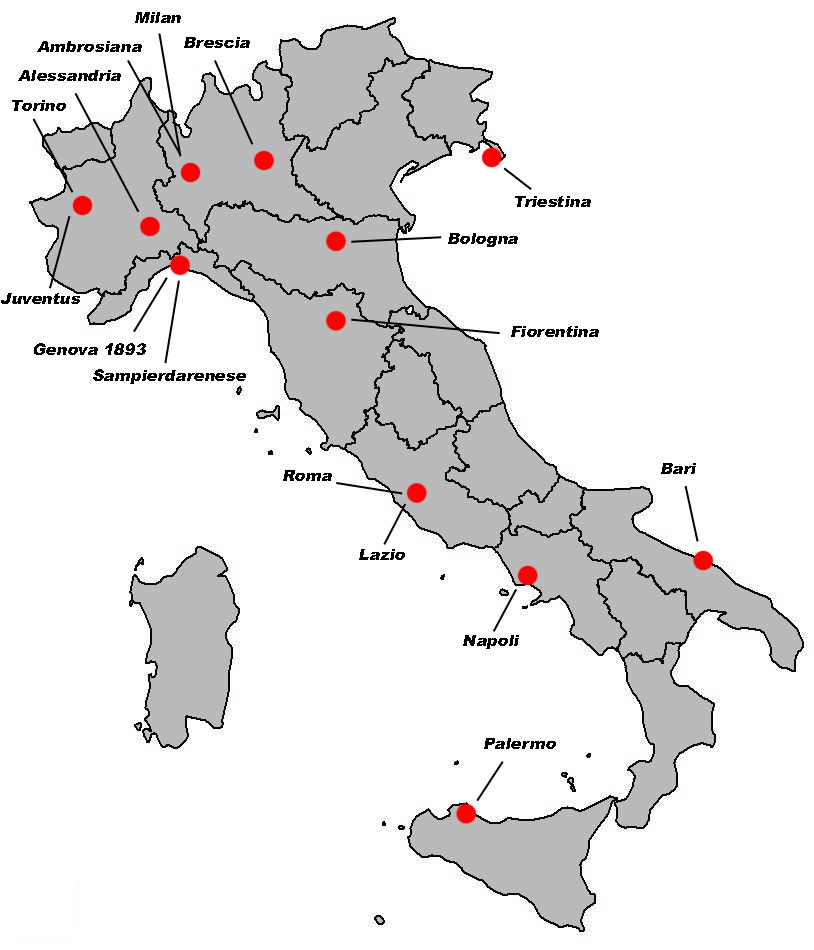
Місцезнаходження команд Серії A сезону 1935-36

Участь у турнірі брали 16 команд:

## Підсумкова турнірна таблиця
|                                                |     | Турнірна таблиця 1935-1936 | О  | І  | В  | Н  | П  | М+ | М- |
| ---------------------------------------------- | --- | -------------------------- | -- | -- | -- | -- | -- | -- | -- |
| Чемпіон Італії · Вийшов до Кубка Мітропи       | 1.  | «Болонья»                  | 40 | 30 | 15 | 10 | 5  | 39 | 21 |
| Вийшов до Кубка Мітропи                        | 2.  | «Рома»                     | 39 | 30 | 16 | 7  | 7  | 32 | 20 |
| Володар Кубка Італії · Вийшов до Кубка Мітропи | 3.  | «Торіно»                   | 38 | 30 | 16 | 6  | 8  | 49 | 33 |
| Вийшов до Кубка Мітропи                        | 4.  | «Амброзіана-Інтер»         | 36 | 30 | 14 | 8  | 8  | 61 | 34 |
|                                                | 5.  | «Ювентус»                  | 35 | 30 | 13 | 9  | 8  | 46 | 33 |
|                                                | 6.  | «Трієстина»                | 32 | 30 | 10 | 12 | 8  | 46 | 39 |
|                                                | 7.  | «Лаціо»                    | 30 | 30 | 11 | 8  | 11 | 48 | 42 |
|                                                | 8.  | «Мілан»                    | 28 | 30 | 10 | 8  | 12 | 40 | 41 |
|                                                | 9.  | «Наполі»                   | 28 | 30 | 11 | 6  | 13 | 42 | 45 |
|                                                | 10. | «Алессандрія»              | 28 | 30 | 9  | 10 | 11 | 34 | 37 |
|                                                | 11. | «Дженова 1893»             | 28 | 30 | 7  | 14 | 9  | 38 | 44 |
|                                                | 12. | «Фіорентина»               | 27 | 30 | 10 | 7  | 13 | 32 | 42 |
|                                                | 13. | «Самп'єрдаренезе»          | 27 | 30 | 9  | 9  | 12 | 32 | 49 |
|                                                | 14. | «Барі»                     | 25 | 30 | 7  | 11 | 12 | 26 | 38 |
| Вибув до Серії B                               | 15. | «Палермо»                  | 23 | 30 | 10 | 3  | 17 | 24 | 50 |
| Вибув до Серії B                               | 16. | «Брешія»                   | 16 | 30 | 5  | 6  | 19 | 21 | 42 |

## Бомбардири
Найкращим бомбардиром сезону 1935/1936 Серії A став гравець клубу «Амброзіана-Інтер» Джузеппе Меацца, який відзначився 25 забитими голами.
|    | Гравець              | Команда            | Голів | (пенальті) |
| -- | -------------------- | ------------------ | ----- | ---------- |
| 1° | Джузеппе Меацца      | «Амброзіана-Інтер» | 25    | -          |
| 2° | Гульєльмо Габетто    | «Ювентус»          | 20    | -          |
|    | Сільвіо Піола        | «Лаціо»            | 20    | -          |
| 4° | Альфредо Де Вінченці | «Амброзіана-Інтер» | 13    | -          |
| 5° | Джованні Бузоні      | «Наполі»           | 12    | -          |
| 6° | Маріо Бо             | «Торіно»           | 10    | -          |
|    | Джермано Міан        | «Трієстина»        | 10    | 1          |
|    | Нерео Рокко          | «Трієстина»        | 10    | -          |
|    | Анджело Ск'явіо      | «Болонья»          | 10    | -          |
|    | Онесто Сілано        | «Торіно»           | 10    | 3          |

Анджело Ск'явіо забив сотий м'яч у матчах Серії «А».

## Чемпіони
Склад переможців турніру:
| Воротар: Маріо Джанні (30 матчів). Захисники: Діно Фйоріні (30), Феліче Гаспері (30). Півзахисники: Маріо Монтесанто (24), Мікеле Андреоло (30, 4), Джордано Корсі (29), Альдо Донаті (7). Нападники: Бруно Маіні (23, 4 голи), Раффаеле Сансоне (27, 9), Анджело Ск'явіо (26, 10), Франсиско Федулло (27, 4), Карло Регуццоні (30, 2), Джерардо Оттані (10, 4), Альчіде Іван Віолі (7, 1). Тренер: Арпад Вейс. |